# Бронфин, Филипп Маркович
Бронфин Филипп Маркович (23 ноября 1879 — 3 января 1935, Ленинград) — русский и советский общественный деятель, педагог, музыкальный критик.

## Биография
В 1905 году участвовал в революционном движении студентов консерватории. В 1909 году окончил Петербургскую консерваторию по классу сочинения у А. К. Глазунова (ранее занимался у Н. А. Римского-Корсакова). В 1912—17 преподаватель музыкально-теоретических предметов на «Курсах Рапгоф», с 1918 года заведующий школами музыкального просвещения, сотрудник музыкального отдела Наркомпроса, член комиссии по реформе музыкального образования в РСФСР, музыкальный критик. Также с 1918 года стал рецензентом газеты «Петроградская правда», «Вечерняя правда» и журнала «Жизнь искусства». В 1919—1922 заведовал подотделом Политотдела Реввоенсовета Балтфлота. Организовал ряд музыкальных школ на базах Балтфлота, был художественным руководителем симфонических концертов, выступал также как лектор. С 1923 года преподавал музыкально-теоретические предметы в музыкальных учебных заведениях, был лектором государственного объединения музыки, эстрады, цирка и Концертного бюро ленинградских театров.

## Семья
- Жена — Роза Самсоновна Бронфин (в девичестве Бухман, 1876—1969)[2].
  - Дочь — музыковед Елена Бронфина.